# Vênus Atlético Clube
Il Vênus Atlético Clube, noto anche semplicemente come Vênus, è una società calcistica brasiliana con sede nella città di Abaetetuba, nello stato del Pará.

## Storia
Il club è stato fondato il 20 maggio 1949. Ha vinto il Campeonato Paraense Segunda Divisão nel 2005 e nel 2014. Il Vênus ha partecipato al Campeonato Brasileiro Série C nel 1998, dove è stato eliminato alla seconda fase dal Moto Club.

## Palmarès

### Competizioni statali
- Campeonato Paraense Segunda Divisão: 2

2005, 2014